# Convento de São Francisco (Alvito)
O Convento de São Francisco, igualmente denominado de Convento de Nossa Senhora dos Mártires, é um edifício histórico no Município de Alvito, em Portugal. Ocupa a localização de uma antiga villa romana.

## Descrição
O edifício está situado numa pequena elevação, na Quinta dos Mártires, que originalmente se chamava de Herdade de Mujadarem. Foi considerado pelo Ministério da Cultura como um dos mais importantes monumentos na região de Alvito, pela sua riqueza artística. Este era o único convento fora da vila, tendo existido um outro no interior da povoação, pertencente à Ordem da Santíssima Trindade de Alvito. Era dedicado a Nossa Senhora dos Mártires.
O complexo é composto por três alas do antigo convento, onde se inclui a igreja, a sala capitular e o claustro, e um edifício residencial anexo ao lado Sul. Nas alas destacam-se vários elementos do gótico final, principalmente as abóbadas, concentrando igualmente algumas influências renascentistas, como o portal de acesso à igreja. A casa foi construída no estilo romântico, em voga nos finais do século XIX.
A igreja do convento é formada por uma só nave, com uma abóbada de nervuras, e pela capela-mor, que possui um retábulo ornamentado com talha dourada do século XVIII, embora já muito alterado. Destaca-se também o claustro, com arcadas de gosto renascentista, e uma cobertura de abóbada semelhante à da igreja.

## História
A área em que se situa o convento foi habitada desde tempos muito remotos, devido à sua posição vantajosa, com terrenos férteis e proximidade a abundantes recursos aquáticos. Foram encontrados vestígios dos finais do período calcolítico e dos princípios da Idade do Cobre, e depois da época romana, tendo o convento sido construído em cima de uma villa. Na Herdade de Valameiros, situada junto ao antigo convento, foram descobertas as ruínas de um complexo termal, com hipocausto. A ocupação continuou depois ao longo do período visigótico, como pode ser constatado pela presença de fragmentos de cerâmica em terra sigillata foceense tardia, correspondentes às formas 3F de Hayes, e portanto cronologicamente integradas entre os finais do século V e a primeira metade do VI.
O convento em si existe pelo menos desde meados do século XIII, embora a tradição aponte uma origem muito anterior, no século VIII. Esta integrado inicialmente na Ordem de São Bento, sendo então já o centro de uma grande propriedade agrícola.
De acordo com a obra Album Alentejano: Distrito de Beja, publicada na década de 1930, o convento eram então denominado de Mujadarem, nome que teria a sua origem no termo vamos ver os monges d'além. Porém, este nome poderá ter vindo igualmente de uma povoação nesta área, conhecida como  Muya d'Arem, ou Mugia d'Arem, termo que surge nos documentos medievais relativos à doação de Alvito. Este povoado poderá ter tido a sua origem numa villa romana, e teve alguma importância até meados do século XIII, quando entrou em decadência com o desenvolvimento de Vila Nova da Baronia.
Segundo o Album, no convento teria vivido o Santo Eleutério, igualmente conhecido como São Neutel, ao qual foi igualmente dedicada uma capela em Vila Nova da Baronia. O edifício original desapareceu quase totalmente, e sobre as suas ruínas foi construído um novo convento, no século XVI. O novo edifício estava intimamente relacionado com os Barões de Alvito, que colocaram o seu panteão familiar na igreja. No século XVIII foi instalada a talha dourada no retábulo do altar-mor. Na sequência da extinção das ordens religiosas, foi construída uma casa no lado Sul do convento, nos finais do século XIX ou princípios do XX.
O imóvel foi classificado como monumento de interesse público pela Portaria n.º 573/2011, de 30 de Maio. Foi alvo de trabalhos arqueológicos em 2000, no âmbito da Carta Arqueológica do Concelho de Alvito, em 2008 e 2015 como parte dos Blocos de Rega de Vale do Gaio, e em 2016 e 2018 devido ao plano de requalificação da Herdade de Mujadarém.